# Andrzej Dybczak
Andrzej Dybczak (ur. 1978 w Krynicy) – polski etnolog, podróżnik, filmowiec, pisarz. Laureat nagrody Fundacji im. Kościelskich. Autor artykułów publikowanych w "Lampie", "Twórczości" i "Studium".
Kilkakrotnie odbył podróż na Syberię, do Kraju Krasnojarskiego, gdzie żył wśród ludu Ewenków. Po drugiej z tych podróży napisał książkę reportażową Gugara, opowiadającą o jego pobycie w społeczności ewenkijskiej. Książka została wydana w 2008 roku nakładem wydawnictwa Zielona Sowa, otrzymała też nagrodę Fundacji Kultury za najlepszy rękopis. W tym samym roku odbyła się też premiera filmu dokumentalnego Gugara, nakręconego wspólnie z Jackiem Nagłowskim i opowiadająca również o cywilizacji ewenkijskiej.
Film Dybczaka otrzymał liczne nagrody, m.in. Złotego Lajkonika na Krakowskim Festiwalu Filmowym (2008), Grand Prix na International Documentary and Anthropology Film Festival w Pärnu (2008) oraz nagrodę za najlepszy debiut reżyserski w konkursie "Nowe Filmy Polskie" na Festiwalu Era Nowe Horyzonty (2008).
W 2012 książka Gugara otrzymała nagrodę Fundacji im. Kościelskich. W 2018 nominowany do Nagrody Literackiej „Nike” za książkę Pan wszystkich krów.
W 2025 r. za książkę Las duchów, nagrodzoną w kwietniu jako Krakowska Książka Miesiąca, przyznano mu Nagrodę im. Ryszarda Kapuścińskiego, Nagrodę Literacką im. Marka Nowakowskiego oraz Literacką Nagrodę "Znaczenia".